# Queen at Wembley
<Live at Wembley Stadium>은 영국 락 밴드 퀸의 1986년 매직 투어의 공연 중 하나였던 영국 런던의 웸블리 스타디움에서의 7월 12일의 공연 실황을 담은 DVD이며, DVD 발매 이전에도 "Queen at Wembley"라는 제목의 편집된 VHS(1989년)와 "Live at Wembley '86"이라는 제목의 CD(1992년)로 발매된 바 있다. 웸블리 스타디움에서의 공연은 7월 11일, 7월 12일 이틀간 진행되었으며 이전에 발매된 버전과 달리 공연의 전부를 편집하지 않고 발매하였다.
이 공연 실황은 퀸의 공연 중 가장 유명한 것 중 하나로 알려져 있다. 매직 투어는 퀸의 마지막 투어였으며 웸블리 공연은 당초 영국 내에서의 마지막 공연으로 기획되었지만 열광적인 반응에 힘입어 8월 9일 영국의 네브워스 공원에서 마지막 공연을 하게 된다. 한편 이 공연에서는 매직 투어에서 드물게 연주되던 Gimme Some Lovin'과 Big Spender 가 연주되어 눈길을 끈다. 2011년 웸블리 공연 25주년 기념 DVD가 출시되었다. 이 DVD 안에는 7월 11일 공연 영상이 포함되어 있는데, 퀸 팬들의 엄청난 사랑과 프레디 머큐리에 대한 향수를 불러 일으키고 있다.

## 1번 디스크(7월 12일 공연분)
1. One Vision
2. Tie Your Mother Down
3. In the Lap of the Gods...Revisited
4. Seven Seas of Rhye
5. Liar (인트로)
6. Tear It Up
7. A Kind of Magic
8. Under Pressure
9. Another One Bites the Dust
10. Who Wants to Live Forever
11. I Want to Break Free
12. Impromptu
13. Brighton Rock Solo
14. Now I'm Here
15. Love of My Life
16. Is This the World We Created?
17. (You're So Square) Baby I Don't Care
18. Hello Mary Lou
19. Tutti Frutti
20. Gimme Some Lovin'
21. Bohemian Rhapsody
22. Hammer to Fall
23. Crazy Little Thing Called Love
24. Big Spender
25. Radio Ga Ga
26. We Will Rock You
27. Friends Will Be Friends
28. We Are the Champions
29. God Save the Queen

## 2번 디스크

### Road to Wembley
공연에 관한 브라이언 메이와 로저 테일러의 인터뷰(28분 분량), 투어 관계자들과의 인터뷰(19분 분량), 공연에 관한 다큐멘터리(30분 분량), 지금은 철거된 웸블리 스타디움을 기념하는 영상(5분 분량)으로 구성되어 있다.

### Unseen Magic
녹화된 공연의 전날(7월 11일 공연)의 하이라이트(28분 분량), 멤버들의 리허설 모습(10분 분량), 영화 하이랜더에 쓰인 A Kind of Magic이 배경으로 흐르는 1986년의 멤버들의 모습을 담은 사진 모음(5분 분량)을 담았다.

### Queen Cams
프레디 머큐리와 존 디콘, 브라이언 메이, 로저 테일러의 연주모습을 멀티앵글로 멤버 하나씩을 집중 촬영한 4곡의 영상을 지원한다.
- One Vision
- Under Pressure
- Now I'm Here
- We Are the Champions

## 25주년 기념판 2번 디스크

### 7월 11일 공연 영상
1. One Vision
2. Tie Your Mother Down
3. In the Lap of the Gods...Revisited
4. Seven Seas of Rhye
5. Liar (인트로)
6. Tear It Up
7. A Kind of Magic
8. Under Pressure
9. Another One Bites the Dust
10. Who Wants to Live Forever
11. I Want to Break Free
12. Impromptu
13. Brighton Rock Solo
14. Now I'm Here
15. Love of My Life
16. Is This the World We Created?
17. (You're So Square) Baby I Don't Care
18. Hello Mary Lou
19. Tutti Frutti
20. Bohemian Rhapsody
21. Hammer to Fall
22. Crazy Little Thing Called Love
23. Radio Ga Ga
24. We Will Rock You
25. Friends Will Be Friends
26. We Are the Champions
27. God Save the Queen

### The Final Tour
86년에 있었던 마지막 투어가 된 Magic Tour에 관한 이야기를 하고있다. (11분 분량)

### The Wembley Weekend
웸블리 스타디움에서의 공연에 관한 이야기를 하고있다. (25분 분량)

### Rehearsal Footage
Magic Tour때 있었던 공연 리허설 영상이다. (15분 분량) 리허설 도중에 편집된 부분이 많다. Now I'm here 리허설 도중에 로저의 드럼이 문제가 생겼었다.
1. Tie Your Mother Down
2. Seven Seas Of Rhye
3. Tear It Up
4. A Kind Of Magic
5. Now I'm Here
6. I Want To Break Free
7. Bohemian Rhapsody

## 오디오
DTS 서라운드 사운드와 PCM 스테레오를 지원한다.

## 차트 성적
| Country           | Charts        | Charts | Sales         | Sales   |
|                   | Peak position | Weeks  | Certification | Sales   |
| ----------------- | ------------- | ------ | ------------- | ------- |
| 미국              |               |        | 5x 플래티넘   | 500.000 |
| 영국              |               |        | 4x 플래티넘   | 315.000 |
| 네덜란드          |               |        | 2x 플래티넘   | 160.000 |
| 독일              |               |        | 5x 골드       | 125.000 |
| 프랑스            |               |        | 다이아몬드    | 113.000 |
| 호주              |               |        | 6x 플래티넘   | 90.000  |
| 포르투갈          |               |        | 11x 플래티넘  | 44.000  |
| 일본              |               |        |               | 27.000  |
| 에스파냐          |               |        | 플래티넘      | 25.000  |
| 남아프리카 공화국 |               |        | 골드          | 25.000  |
| 캐나다            |               |        | 3x 플래티넘   | 15.000  |
| 폴란드            |               |        | 플래티넘      | 10.000  |
| 뉴질랜드          |               |        | 2x 플래티넘   | 10.000  |
| 오스트리아        |               |        | 골드          | 5.000   |
| 덴마크            |               |        | 골드          | 4.000   |